# たけしプロレス軍団
たけしプロレス軍団（たけしプロレスぐんだん）は、ラジオ番組の企画から生まれたプロレス団体企画。略称はTPG。

## 概要
1987年にラジオ番組『ビートたけしのオールナイトニッポン』の企画から生まれた企画で、ビートたけしを首領とし、たけし軍団も参加している。

## 歴史・両国暴動

### 端緒
たけしが、当時懇意になりつつあった東京スポーツの紙上（1987年9月8日付け）で、「プロレス団体設立」をぶち上げたのが発端となった。設立についてたけしは「オイラがプロレスファンという事もあるけど、最近のプロレスに感じられなくなった。力道山時代の熱気を、ぜひ取り戻したいと思った」と語り、手駒の選手を育てたうえで、「手始めにアントニオ猪木に挑戦したい。何といっても日本でナンバー1のプロレスラーだから」と、その目標を明らかにした。
東京スポーツは以後「ビートたけしプロレス大挑戦」と題した密着ルポを始めるなどして、TPGの煽り役を担った。しかし、『天才・たけしの元気が出るテレビ!!』に於いて、総合演出のテリー伊藤が中心となって発案した、全日本プロレスの協力のもとコーナーを設けていたが立ち消えとなった「プロレス予備校」の焼き直しではないかとの疑問が呈されていた。
TPGは『たけしのオールナイトニッポン』で練習生を募集し、アポロ菅原をコーチとして招聘し、都内に秘密道場を用意してトレーニングを積ませた。練習生のなかには、脇田洋人（スペル・デルフィン）、秋吉昭二（邪道）、高山圭司（外道）がいた。
マサ斎藤がたけしに接近し、斎藤はTPGの参謀役を任されたほか、広報的役割をたけし軍団のガダルカナル・タカとダンカンが務め、1987年10月9日に新日本プロレスの事務所に出向いて山本小鉄に挑戦状を手渡し、山本に「プロレスをなめるな!」と一喝された。12月4日にはリングに上がり猪木に直接挑戦状を渡すなどした。
TPGの新日本プロレス参戦は、同年12月27日の両国国技館大会に決定し、猪木への刺客がビッグバン・ベイダーであることが発表された。
ミスター高橋が後に明かしたところによれば、TPGの結成と後述のアングルには、東京スポーツの櫻井康雄の仲介で、たけしと親交を持った猪木が大きく関係していたとしている。高橋によれば、猪木はマッチメイカーであった高橋に命じて、TPGに関するアングルを作成させたとしている。

### 試合当日
12月27日の新日本プロレス両国国技館大会では、当初藤波辰巳・木村健吾組対マサ斎藤・ビッグバン・ベイダー組のタッグマッチが組まれていた。しかし、選手と共にたけし、タカ、ダンカンが入場しリングに上がり、タカが「我々の挑戦状を自ら受け取ったのだから、ベイダーと戦うべき人はアントニオ猪木さんのはずです」と挑発し、更にダンカンが観客に向けて「あんたらアントニオ猪木の逃げる姿を見に来たのか?あんたら猪木を卑怯者にしていいのか?やらせろーっ!やらせてくださーい!やらせてくれー!」などとアピールし、続いてマサ斎藤も「猪木!この男（ベイダー）と戦え!俺がわざわざアメリカから連れてきた男だ!怖いか?猪木!出てこーい!」と猪木を挑発した。たけし本人は黙っていたが、これに対して猪木はリングに上がり、観客に向かって「受けてやるかコノヤロー!（お客さんに対し）どーですか!（挑戦者と対戦してもいいか）」と呼びかけ、当初カード発表されていた長州力とのシングルマッチを中止し、ベイダーとの対戦を宣言すると、場内は騒然となった。
猪木・長州のシングルマッチが中止となり、その振替試合として長州&斎藤組対藤波&木村組のタッグマッチが急遽行われたが、突然の試合変更に納得がいかない観客席からは、試合開始前から「やめろ、やめろ!」というコールが起き、リングに次々と物が投げ込まれ、レフェリーが選手が不慮の事故で負傷しない様、投げ込まれた物を片付ける場面が見られた。タッグマッチ終了後、長州がマイクを持って「マサさんよく聞けよ、何で俺が代わらなきゃいけないんだ!」と観客の不満を代弁するとともに、「みんな、納得いかなくても頼むから試合だけはやらせてくれ!お願いだから物は投げないでくれ!みんな必死でやってるから!猪木だったら俺がやる!倒すから!」と猪木との対戦を約束し、会場に冷静を呼びかけた。後年、藤波はこの一戦について「長年プロレスをやってきて、あんな惨めなことはなかった」と語っている。　
この長州のアピールに猪木が応える形で、メインイベントの前に猪木対長州のシングルマッチが急遽特別試合として行われ、会場は落ち着きを取り戻した。先の試合でのダメージが残っていた上に、顔面骨折が完治していない状況の長州は、猪木の攻撃により顔面から大量に出血し、猪木の卍固めでギブアップ寸前となったが、セコンドの馳浩が長州を救出するため乱入し、試合阻止による長州の反則負けに終わった。これに納得のいかない長州が馳をリング外に投げ飛ばし、若手に掴みかかるという大荒れの結果になってしまった。
そして猪木は、直前の長州戦のダメージが抜けていないまま、中止する事なくそのままメインイベントとなるベイダーとの一騎討ちへと突入した。ベイダーの一方的な攻撃の末、全体重をかけたボディスラム（オクラホマ・スタンピード）で僅か3分足らずでピンフォール負けを喫する。

### 試合後の暴動
これにより期待外れの試合を何度も見せられた観客の怒りがついに爆発してしまう。試合終了後も観客は帰らず、罵声や怒号が飛び交い、リングには物が投げ込まれ、2階席の一部は破壊される暴動騒ぎとなった。この時、既にたけし軍団は会場を後にしていた。

### 舞台裏のエピソード
両国国技館大会までの一連の抗争は、当然ながら新日本プロレスも合意済のアングルであり、試合前には新日本のフロントとの話し合いの中で「海賊男がいまして、これはうちのキャラクターで…」と念入りに打ち合わせがされていた。2012年7月5日放送の『たけしの等々力ベース』（第36回プロレス道）にてたけしは、新間寿（TPG企画当時新日本プロレス専務）より、「新日本プロレスでレオン・ホワイト（ビッグバン・ベイダー）をデビューさせたいが、たけしプロレス軍団からデビューさせて欲しい」とお願いされたと語っている。
試合当日には長州はたけしに「よろしくお願いします」と挨拶し、たけしにサインを求めたりしていたが、試合が始まるとリング上で「なんだお前は!」と怒鳴るなどのパフォーマンスを見せており、たけしは「態度が全然違うじゃないか」と語っていた。
ミスター高橋によれば、たけし軍団のタカも、両国での殺気立ったファンからの罵声やブーイングに対して「大丈夫でしょうか?」と控室では不安気に関係者に尋ねていたが、「セコンドが守りますから安心してください」と高橋が回答していたという。一方、東国原英夫（当時、そのまんま東）はリングに上がる前から「帰ろ、帰ろ」と言っていたとのことである。ファンからの不穏なムードを察知した高橋ら関係者は、たけし軍団メンバーをメインが始まる前に国技館を退出させたが、その際にたけしは「やってられないよー、まったくもー」と高橋に語り、TPGのマット上でのアングルについて終了させる趣旨の発言をしている。

## 暴動の顛末
先述のTPGが起こした暴動騒ぎにより、両国国技館の升席のパイプが破損したり、座布団が破られ椅子席が壊されるなど、日本プロレス史上最大級の暴動となった為、1987年12月28日に坂口征二副社長が両国国技館の管理者である日本相撲協会に謝罪したが、翌12月29日に日本相撲協会が新日本プロレスに対して「両国国技館の貸し出しを無期限で禁止」する事を決定した。輪島大士の所属問題で国技館から撤退していた全日本プロレスと合わせ、国技館でのプロレス興行が一切出来なくなり、新日本プロレスは1年2か月に渡って国技館の使用が出来なかった。
新日本プロレスは日本相撲協会から多額の損害賠償を請求され、1988年2月3日に行われる予定だった国技館大会も中止となったため（1988年2月5日に後楽園ホールで振替興行を開催）、大損害を被ることになった。国技館は都内でのビッグイベントの常打ち会場でもあり、集客性が高い国技館での興行が禁止されたことは、新日本にとって大打撃であった。
この不祥事を契機にファンとテレビ局の信用を失った新日本プロレスのテレビ中継「ワールドプロレスリング」はゴールデンタイムから転落し、火曜夜8時から土曜日の夕方4時に移行（関東地方など）した。
暴動後から4日後の大晦日、『ビートたけしの元祖マラソン野球中継』に新日本プロレス正規軍が乱入し野球対決をするが、たけしが3ストライクでバッターボックスを去る木村にボールを投げつけ、逃げるたけしを木村が追いかける様を、猪木、藤波らが笑い転げる姿が放映された。このように新日本プロレスの選手がたけしの番組に出演する形で、TPG後も両者の良好な関係は続いていた。
また翌1988年2月に再開された『ビートたけしのスポーツ大将』のなかで、「たけしプロレス軍団」と称し、たけし軍団の若手にマスクを被せてシゴキを行ったり、前述のTPGの練習生が登場して草野球ならぬ「草プロレス」を行うコーナーを作るなど、その後もたけしの番組でプロレスを題材にした企画が組まれていた。

### マスコミの反応
TPGの企画を全面的に後押しした東京スポーツでさえ、この1987年12月27日の評価は紙上で二分された。猪木対ベイダー戦の後、一旦引っ込んだ猪木がリング上に現れ「みんな今日はありがとう」と挨拶したのに対し、観客が怒りを増幅させ、さらに暴動が激化といった場面があったが、それについて「観客の怒りが収まらないのに、何を思ったか猪木が現れ『ありがとう』と挨拶」と解釈するものと、「猪木がわざわざ出てきて『ありがとう』と挨拶したにもかかわらず、観客の怒りは増幅」と解釈した異なったニュアンスの記事が東京スポーツの同一紙面に掲載されていた。
フリーライターの板橋雅弘は、当時週刊プレイボーイで連載していたコラム「元祖!プロレスの鬼」のなかで「こうなる事は分かり切っていたのになあ。特にTPGに関しては煽り立てた東スポも悪い。猛省せよ。東スポはこれを機会に、プロレス報道のあり方をよく考えてもらいたい」と東スポを批判していた。

### 消滅とその後
結果としてTPGは自然消滅した。一時、たけしの周辺では猪木の発した言葉「どーですか!」が、「どーですか、お客さん!」としてちょっとした流行語になり、『スーパージョッキー』のワンコーナーのタイトルにもなった。また、たけし軍団の一員で、もともと猪木の物真似を得意としていた井手らっきょは、前述の暴動直後、早速このフレーズを持ちネタに加えていた。
TPGの頓挫により、インディ団体でそれぞれデビューすることになった脇田（デルフィン）、秋吉（邪道）、高山（外道）の3人は現役を続けており、デルフィンは1994年の第1回「BEST OF THE SUPER Jr.」に招聘され、優勝決定戦に進出するなど好成績を挙げた。また、邪道&外道のタッグチームは、デビュー以来一貫してタッグで様々なインディ団体を渡り歩いた後、2001年から新日本へ定着参戦し、IWGPジュニアタッグ王座も獲得している。
プロレスラー養成学校としての企画は、『天才・たけしの元気が出るテレビ!!』のなかで「女子プロレス予備校」として復活、こちらは当時あったほぼ全ての女子団体のバックアップを得て、元気美佐恵、シュガー佐藤、市来貴代子、上林愛貴らを世に送り出し評価された。
ベイダーはその後も新日本プロレスに継続して参戦、常連外国人となり、日本とアメリカ双方で人気プロレスラーとして長く活躍したが、2018年6月18日に肺炎のため63歳で死去した。
また猪木も現役引退後は、参議院議員を務めて各国首脳とパイプを結んだり、格闘技やプロレス業界のさらなる発展に貢献したが、2022年10月1日に全身性アミロイドーシスに起因する心不全のため79歳で死去した。

#### ZERO1（三又版TPG）
2017年4月、三又又三がZERO1の会見に乱入。「TPG代表」を名乗り、自身のGM就任を要求した。その後名称はTPGではなく「三又軍」に落ち着いたが、同年10月よりGMに就任し、2020年8月に解任されるまで務めた。

#### ダンカンプロレス軍団
2019年9月、ベストボディ・ジャパンプロレス(BBJ)の竹芝大会で、ダンカンが総帥を務める「ダンカンプロレス軍団(DPG)」がメインイベントに乱入。BBJ正規軍に対抗するヒールユニットとして活動していたが、2023年9月に解散した。